# Silvano (opera)

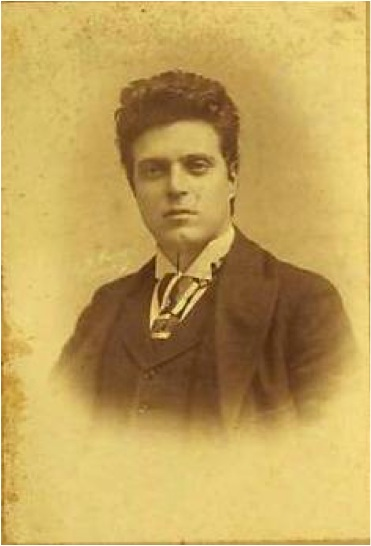
Pietro Mascagni 1895

Silvano är en dramma marinaresco (bokstavligen ett "sjöfarardrama") eller opera i två akter med musik av Pietro Mascagni och libretto av Giovanni Targioni-Tozzetti efter romanen av Alphonse Karr. Den hade premiär den 25 mars 1895 på La Scala i Milano. Även om operan sällan spelas nuförtiden, så äger musiken (om än inte texten) en viss teknisk färdighet, och när den uppförs har Silvano tagits emot väl. Barcarollen från Silvano har en framträdande roll i ett montage i Martin Scorseses film Tjuren från Bronx.
Operan utgjorde Mascagnis återkomst till genren verismopera som han själv startade med Cavalleria rusticana 1890. Bristen på framgång tillskrevs numera librettot. Mascagni själv definierade Silvano som "två akter av småsaker". I Operabase förekommer den med endast en uppsättning under perioden 2005-2010.

## Roller
| Personer | Röststämma | Premiärbesättning 25 mars 1895 (Dirigent: Rodolfo Ferrari ) |
| -------- | ---------- | ----------------------------------------------------------- |
| Silvano  | tenor      | Fernando De Lucia                                           |
| Matilde  | sopran     | Adelina Stehle                                              |
| Renzo    | baryton    | Giuseppe Pacini                                             |
| Rosa     | kontraalt  | Leonilde Ponzano                                            |

## Handling
Silvano, en fiskare som blivit smugglare för att klara fattigdomen, återvänder till sitt land efter att ha släppts från fängelset. Han upptäcker att hans flickvän Matilde under tiden har fallit för kärleken till Renzo, en fiskare med ett våldsamt sätt. Matilde är på väg att lämna Renzo, men när Silvano överraskar de älskande tillsammans, dödar han Renzo med ett skott .